# 西万镇
西万镇，是中华人民共和国河南省焦作市沁阳市下辖的一个乡镇级行政单位。

## 行政区划
西万镇下辖以下地区：
西万村、邗邰村、校尉营村、景明村、留庄村、七里桥村、李巷村、官庄屯村、石庄村、沙滩园村、和庄村和道口村。